# چای‌لی‌کوی (بورچکا)
چای‌لی‌کوی (به ترکی استانبولی: Çaylıköy) یک منطقهٔ مسکونی در ترکیه است که در بورچکا واقع شده‌است. چای‌لی‌کوی ۴۶۲ نفر جمعیت دارد.